# د وارلود
د وارلود (انگلیسی: The Warlord؛ زادهٔ ۲۸ مارس ۱۹۶۲) کشتی‌گیر کشتی حرفه‌ای اهل ایالات متحده آمریکا است.